# PDCAAS
Il punteggio della digeribilità delle proteine corretto dall'amminoacido limitante (PDCAAS) è un metodo per valutare la qualità delle proteine, basato sia sul fabbisogno umano di amminoacidi, che sulla capacità umana di digerire le proteine mangiate. Il PDCAAS è stato adottato dall'Agenzia per gli Alimenti e i Medicinali degli Stati Uniti (FDA) e dall'Organizzazione delle Nazioni Unite per l'Alimentazione e l'Agricoltura/Organizzazione mondiale della sanità (FAO/WHO) nel 1993 come "miglior metodo", preferito nel determinare la qualità delle proteine. Gli altri metodi sono stati considerati inferiori da queste organizzazioni..

## PDCAAS degli alimenti
Il PDCAAS varia da 1 che è il valore più alto possibile a 0 che è quello più basso. L'elenco mostra i punteggi di alcuni alimenti scelti.
| 1.00 | albume o chiara d'uovo             |
| 1.00 | caseina (proteine del latte)       |
| 1.00 | siero (proteine del latte)         |
| 1.00 | soia (proteine isolate della soia) |
| 0.92 | carne di manzo                     |
| 0.91 | fagioli di soia                    |
| 0.78 | ceci                               |
| 0.76 | frutta                             |
| 0.75 | fagioli mungo neri                 |
| 0.73 | verdura                            |
| 0.70 | altri legumi                       |
| 0.59 | cereali e derivati                 |
| 0.52 | arachidi                           |
| 0.42 | grano integrale                    |

## Metodologia
La formula per calcolare il PDCAAS è la seguente: (mg dell'amminoacido limitante in 1 g delle proteine testate / mg dello stesso amminoacido in 1 g delle proteine di riferimento) x percentuale della digeribilità basata sulle feci.
Il PDCAAS è differente dalla misurazione della qualità delle proteine basata sull'indice di efficienza delle proteine (PER) e differisce anche dai metodi basati sul valore biologico (BV).
Il PER è basato sul fabbisogno di amminoacidi nei topi in crescita, fabbisogno che differisce notevolmente da quello umano. Il PDCAAS permette la valutazione della qualità delle proteine negli alimenti in rapporto al fabbisogno degli esseri umani, la misurazione della qualità delle proteine si basa sul fabbisogno di amminoacidi (regolato in base alla digeribilità) in bambini da 2 a 5 anni (si considera un gruppo di età che ha una domanda nutrizionale maggiore). Il metodo del BV utilizza l'assorbimento di azoto come base di riferimento. Comunque, il BV non tiene conto di certi fattori che influenzano la digestione delle proteine e presenta un limitato utilizzo nel versante applicativo del fabbisogno proteico umano. Infatti, ciò che viene misurato è il potenziale massimo della qualità di un alimento, ma non stima effettivamente quanto di questo potenziale viene digerito. Tuttavia, il BV può essere usato per stimare la quantità di proteine da assumere, contenute negli alimenti di cui si conoscono le differenti proporzioni tra amminoacidi, e per stimare la quantità di azoto trattenuta dall'organismo e presumibilmente utilizzata nella sintesi proteica, la quale è un indice accurato della quantità di proteine assorbite.
Con il metodo del PDCAAS, la classifica della qualità delle proteine viene determinata confrontando il profilo degli amminoacidi delle proteine di un alimento specifico, con un profilo standard di aminoacidi, il cui punteggio è il più alto possibile, ovvero 1,0. Questo punteggio indica, avvenuta la digestione delle proteine, che il 100% o più di un'unità di proteine, viene fornita per soddisfare il bisogno di amminoacidi essenziali.
La FDA ha fornito due ragioni per adottare il PDCAAS nel 1993: 1) il PDCAAS è basato sul fabbisogno umano di amminoacidi essenziali, questo lo rende più appropriato per gli umani, rispetto ad un metodo basato sul fabbisogno di altri animali. 2) l'Organizzazione delle Nazioni Unite per l'Alimentazione e l'Agricoltura/Organizzazione mondiale della sanità (FAO/WHO) aveva precedentemente raccomandato il PDCAAS per fini normativi.

## Limitazioni
Gli amminoacidi che proseguono oltre la parte terminale dell'intestino tenue, l'ileo, è meno probabile che siano assorbiti ed utilizzati nella sintesi proteica. Potrebbero essere espulsi dal corpo o anche assorbiti dai batteri e quindi non ritrovarsi nelle feci, in questo caso risulterebbero assorbiti dall'organismo, ma effettivamente sarebbero stati assorbiti dai batteri della flora intestinale. Il PDCAAS non riesce a tener conto delle proteine che saranno effettivamente utilizzate nella sintesi proteica.
Analogamente, gli amminoacidi che vengono persi a causa di fattori antinutrizionali, presenti in molti alimenti, il metodo del PDCAAS li considera effettivamente utilizzati dall'organismo, anche se può non essere così.
Il metodo del PDCAAS si potrebbe considerare ancora incompleto, dato che le diete umane, eccetto in tempi di carestia, quasi mai presentano proteine fornite da un solo tipo di alimento. Inoltre, calcolare il PDCAAS di una dieta, avvalendosi soltanto del PDCAAS dei singoli alimenti che costituiscono la dieta, è impossibile. Questo perché un alimento può fornire in abbondanza un tipo di amminoacido che negli altri alimenti risulta carente, in questo caso il PDCAAS della dieta è più alto di quello dei singoli alimenti mangiati. Per arrivare al PDCAAS della dieta, tutti i singoli amminoacidi devono essere presi in considerazione, in questo modo si arriva al risultato finale, nonostante il PDCAAS degli alimenti presi singolarmente, risulta in gran parte inutile.
Per esempio, le proteine del grano hanno un PDCAAS tra 0,4 e 0,5 limitato per scarsa lisina. D'altra parte, esse contengono più metionina del necessario. Le proteine dei fagioli comuni (e di altri tipi di legumi) hanno un PDCAAS tra 0,6 e 0,7 limitato per scarsa metionina, ma contengono più lisina del necessario. Quando vengono mangiati insieme, in quantità approssimativamente equivalenti, il PDCAAS di questa combinazione diventa 1,0 dato che le proteine degli alimenti costituenti si completano a vicenda.
Un esempio più estremo potrebbe essere la combinazione della gelatina (la quale di fatto non contiene triptofano ed il suo PDCAAS è 0) con l'isolato di triptofano (al quale mancano tutti gli altri amminoacidi essenziali, presentando anch'esso un PDCAAS pari a 0). Malgrado i punteggi individuali sono 0, la combinazione di entrambi nelle giuste quantità ha un PDCAAS positivo, con degli amminoacidi limitanti che sono isoleucina, treonina e metionina. In aggiunta, secondo un recente studio effettuato nel 2000 dallo scienziato Gerjan Schaafsma, "Le questioni sulla validità del modello di punteggio degli amminoacidi e la stima del loro assorbimento basato sulle feci, piuttosto che su di una correzione ideale della digeribilità effettiva, come anche il troncamento dei valori del PDCAAS, giustificano una critica verso il PDCAAS nella sua forma attuale, se utilizzato per misurare la qualità delle proteine nella dieta umana." Inoltre, la comunità scientifica ha sollevato delle obiezioni critiche sulla validità del PDCAAS.Template:Specify
Si consideri anche che quattro proteine, ciascuna con un differente profilo di amminoacidi, che ricevono lo stesso punteggio di 1,0 limita la sua utilità come strumento comparativo. Siccome hanno composizioni in amminoacidi differenti, è naturale assumere che avranno differenti effetti sul corpo umano e dovrebbero avere differenti punteggi. In breve, questo metodo, non fornisce distinzioni relativamente agli effetti relativi a ciascun tipo di proteine, passato un certo punteggio vengono tutte troncate a 1,0 e ricevono uno stesso punteggio.
Questo perché nel 1990 in un incontro FAO/WHO, si decise che le proteine che avevano valori più alti di 1,0 fossero arrotondate o "troncate per difetto" a 1,0 dato che punteggi oltre 1,0 si considerano un indice di amminoacidi essenziali in eccesso rispetto al fabbisogno umano, per le proteine nelle quali si trovano.

## Altri indici di qualità proteica
- Valore Biologico (VB)
- Punteggio chimico
- Tasso di efficienza della proteina (PER)
- Net Protein Utilization (NPU)
- Rapporto proteico netto (NPR)